# Diplazium rapense
Diplazium rapense är en majbräkenväxtart som beskrevs av E. Brown.
Diplazium rapense ingår i släktet Diplazium och familjen Athyriaceae. Inga underarter finns listade i Catalogue of Life.